# Slobodan Santrač
Slobodan Santrač (Koceljeva, 1º luglio 1946 – Belgrado, 13 febbraio 2016) è stato un allenatore di calcio e calciatore serbo, di ruolo attaccante.
È scomparso nel 2016 all'età di 69 anni a seguito di un attacco cardiaco.

## Carriera

### Giocatore
Da calciatore militò nella Prva Liga jugoslava con l'OFK Belgrado, il Partizan e il Zemun. Ha giocato anche due stagioni nel Campionato svizzero di calcio, con il Grasshoppers (1974-1976) e, nelle serie minori, sempre con il Zemun (1980-1982).
Con 218 gol in 364 partite detiene il record di reti realizzate nel massimo campionato jugoslavo, conseguendo per quattro volte il titolo di capocannoniere. Nel 1968-69 è stato capocannoniere della Coppa delle Fiere.
Secondo alcune statistiche, conteggiando tutte le partite ufficiali, semi ufficiali ed amichevoli giocate in carriera, avrebbe segnato 1301 gol in 1359 partite, risultando uno dei più prolifici realizzatori della storia del calcio mondiale.
Ha disputato 8 gare nella Nazionale di calcio jugoslava, segnando una rete. Non ha mai giocato una partita del Campionato mondiale di calcio.

### Allenatore
Cominciò la carriera da allenatore nel 1988, nel Zemun, per poi diventare assistente di Ivica Osim alla guida della Nazionale A tra il 1991 e il 1992. Nel 1994 iniziò ad allenare la Jugoslavia (l'attuale Nazionale serba); si trattava del ritorno della Nazionale slava in campo internazionale dopo due anni (l'ultima gara venne disputata il 25 marzo 1992 contro i Paesi Bassi prima dell'esclusione dalle competizioni UEFA e FIFA a causa della guerra civile su decisione dell'ONU), anche se quella nazionale comprendeva solo calciatori serbi e montenegrini. Sotto la sua guida la Nazionale jugoslava si qualificò al Campionato mondiale di calcio 1998, venendo eliminata dai Paesi Bassi negli Ottavi di Finale.
Successivamente Santrač allenò la Macedonia nel 2005.

## Palmarès

### Giocatore

#### Club

##### Competizioni nazionali
- Coppa di Jugoslavia: 1

OFK Belgrado: 1965-1966
- Coppa di Lega svizzera: 1

Grasshoppers: 1974-1975
- Campionato jugoslavo: 1

Partizan Belgrado: 1977-1978

##### Competizioni internazionali
- Coppa Mitropa: 1

Partizan Belgrado: 1977-1978

#### Individuale
- Capocannoniere della Prva Liga: 4

1967-1968 (22 gol), 1969-1970 (20 gol, a pari merito con Dušan Bajević), 1971-1972 (33 gol), 1972-1973 (25 gol, a pari merito con Vojin Lazarević)

### Allenatore
- Campionato cinese: 1

Shandong Luneng: 1999